# مارفل كروسون
مارفل كروسون (بالإنجليزية: Marvel Crosson)‏ (من مواليد 27 أبريل 1900 - تُوفيت في 19 أغسطس 1929) وهي طيارة رائدة، وأول طيارة من الإناث تحصل على ترخيص تجاري في إقليم ألاسكا. عملت في كل من كاليفورنيا وألاسكا، وتوفيت في حادث تحطم. تم إدخالها في قاعة المشاهير النسائية في ألاسكا في عام 2011.

## أسرتها
ولدت لإيسلر كروسون وزوجته إليزابيث وينانت كروسون في وارسو (إنديانا). عاشت أسرة مارفل في مزرعة. انتقلت العائلة إلى سترلينغ (كولورادو).

## عملها في الطيران
في عام 1922، انتقلت عائلة كروسون إلى سان دييغو، كاليفورنيا. أصبحت مارفل وأخوها جوزيف مفتونان بالطيران واشتريا معا أول طائرة ، وهي Curtiss N-9. انتقلت كروسون إلى إقليم ألاسكا لاستلام وظيفتها كطيارة وهي أول امرأة في الإقليم تقوم بذلك. انضمت إلى شقيقها في أعماله. ساعدت أخيها في نقل طائرة من سان دييغو إلى نيويورك إلى هوبرت ويلكينز. عادت مارفل إلى كاليفورنيا بعد انتهاء عملها. وعملت رقما قياسيا يبلغ 23996 قدم (7314 م) في 28 مايو 1929.

## وفاتها
توفيت مارفل كروسون في 19 أغسطس 1929 ، عندما تحطمت طائرتها في صحراء أريزونا في اليوم الثاني من "Powder Puff Derby" التي بدأت في كاليفورنيا. تم العثور على جثتها على بعد مئات الأقدام من طائرتها.
تم دفنها في حديقة غرينوود التذكارية في سان دييغو، كاليفورنيا.
قام نادى الراعي الوطني بالتعزية لروح كروسون. تم تمثيل كرسي لكروسون في مأدبة لدير ديربي المرأة في كليفلاند (أوهايو). وتم إدخالها في قاعة مشاهير نساء ألاسكا.